# El triunfo
El triunfo es una película francesa de 2020, realizada por Emmanuel Courcol. El argumento está inspirado en la historia de Jan Jönson. La película recibió el premio a la mejor comedia en la 33ª edición de los galardones del cine europeo.

## Argumento
Etienne es un actor en cierto declive que decide montar su propia obra de teatro adaptando el Esperando a Godot de Samuel Beckett, en una cárcel y con reclusos como actores.

## Reparto
- Kad Merad: Étienne Carboni
- David Ayala: Patrick Le Querrec
- Lamine Cissokho: Alex
- Sofian Khammes: Kamel Ramdane
- Pierre Lottin: Jordan Fortineau
- Marina Hands: Ariane
- Laurent Stocker: Stéphane

## Producción
El rodaje se llevó a cabo en el centro penitenciario de Meaux-Chauconin-Neufmontiers y en Lyon.

## Adaptación
En enero de 2023 se estrenó en Italia una versión de la película, dirigida por Riccardo Milani y protagonizada por Antonio Albanese, titulada Grazie ragazzi.